# Cálcio
O cálcio é um elemento químico, símbolo Ca, de número atómico 20 (20 prótons e 20 elétrons) e massa atómica 40u. É um metal da família dos alcalino-terrosos, pertencente ao grupo 2 da classificação periódica dos elementos químicos.
Foi isolado pela primeira vez em 1808, em uma forma impura, pelo químico britânico Humphry Davy mediante a eletrólise de uma amálgama de mercúrio (HgO) e cal (CaO).

## Características principais

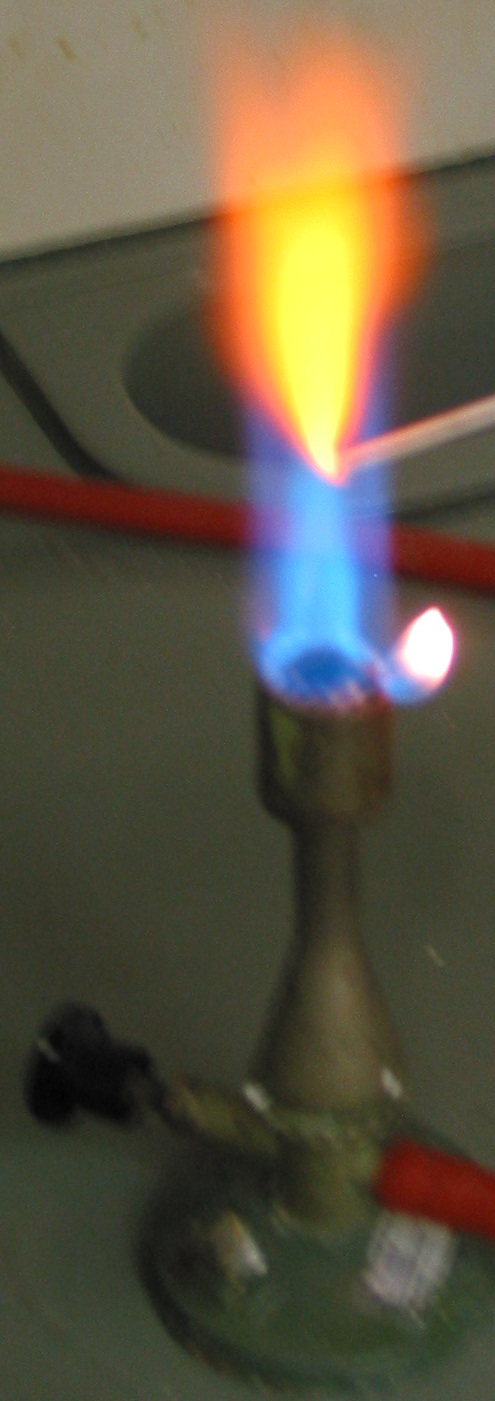
Teste de chama: cor característica do cálcio.

O cálcio é um metal alcalino-terroso, mole, maleável e dúctil que arde com chama vermelha formando óxido de cálcio e nitreto.
As superfícies são de coloração branca prateada que rapidamente se tornam levemente amareladas quando expostas ao ar, finalmente com coloração cinza ou branca devido à formação de hidróxido ao reagir com a umidade ambiental. Reage violentamente com a água para formar o hidróxido de cálcio, Ca(OH)2, com desprendimento de hidrogênio.

## Papel biológico
O cálcio (Ca2+) é um elemento regulador universal que acopla intimamente os sinais bióticos e abióticos primários a muitos processos celulares, permitindo que plantas e animais se desenvolvam e se adaptem aos estímulos ambientais. Nas plantas, a liberação de cálcio é essencial para o estabelecimento de endossimbioses micorrízicas arbusculares, que fixam nitrogênio e liberam fosfato. Cientistas descobriram o papel crucial do cálcio na modulação do hormônio do crescimento das plantas auxina. O cálcio pode ser liberado pelo núcleo do meristema apical da raiz - a região da raiz em crescimento.
O cálcio é armazenado no Retículo nucleoplasmático no núcleo das células. Atua como mediador intracelular, cumprindo uma função de segundo mensageiro como, por exemplo, o íon Ca2+, que intervém na contração dos músculos. Também está implicado no controle de algumas enzimas quinases que realizam funções de fosforilação como, por exemplo, na proteína quinase C (PKC). O cálcio participa de funções enzimáticas de maneira similar à do magnésio em processos de transferência do fosfato como, por exemplo, a enzima fosfolipase (A2). Ainda interfere nos processos de transcrição, ativação de genes e apoptose.
O cálcio é o metal mais abundante no corpo humano, especialmente na forma de compostos como o carbonato de cálcio. De aproximadamente 1 200 gramas de cálcio encontrados em um adulto, 1 110 gramas estão nos tecidos ósseos. Os 90 gramas restantes são utilizados para diversas funções, tais como: atividades das membranas celulares, contrações musculares, impulsos nervosos, controle de acidez do sangue, divisão celular, controle hormonal e na coagulação sanguínea. Os íons de cálcio, enquanto ferramentas úteis à coagulação, são muito importantes na conversão de protrombina em trombina, e posteriormente o fibrinogênio em fibrina, a qual formará a malha fibrosa conhecida por coágulo.

## História
O cálcio, do latim calcium, foi isolado pela primeira vez em 1808, em uma forma impura, pelo químico britânico Humphry Davy mediante a eletrólise de uma amálgama de mercúrio (HgO) e cal (CaO). Davy misturou cal umedecida com óxido de mercúrio que colocou sobre uma lâmina de platina, o anodo, e submergiu uma parte de mercúrio no interior da pasta funcionando como catodo. Na eletrólise obteve uma amálgama que destilada originou um resíduo sólido facilmente oxidável. Davy não ficou convencido de que havia obtido cálcio puro. Posteriormente, Robert Bunsen em 1854 e Augustus Matthiessen em 1856 obtiveram o metal por eletrólise do cloreto de cálcio (CaCl2) e, Henri Moissan obteve o cálcio com uma pureza de 99% por eletrólise do iodeto de cálcio (CaI2).
Muitos compostos contendo cálcio já eram conhecidos desde a antiguidade pelos indianos, egípcios, gregos e romanos. Os romanos já preparavam a cal, ou calx (óxido de cálcio, CaO) desde o século I; em 975 d.C., o gipso desidratado (gesso, CaSO4) já era citado na literatura da época para "engessar" pernas e braços quebrados; O gesso, como a cal, já era utilizado para alvenaria.

## Abundância e ocorrência

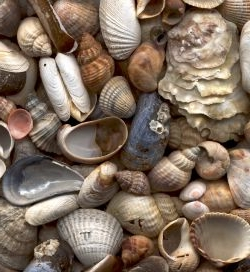
Conchas - ricas em cálcio

É o quinto elemento em abundância na crosta terrestre (1,6% em massa) e cerca de 8% da crosta da Lua. Não é encontrado em estado nativo na natureza, estando sempre como constituinte de rochas ou minerais de grande interesse industrial, como as que apresentam em sua composição carbonatos (mármore, calcita, calcário e dolomita) e sulfatos (gipso, alabastro) a partir dos quais se obtêm a cal viva, o estuque, o cimento, etc. Outros minerais que o contêm são a fluorita (fluoreto), apatita (um fluorfosfato do cálcio) e granito (rochas silicatadas).
Na forma pura, o cálcio se apresenta como um metal de baixa dureza, prateado, que reage facilmente com o oxigênio presente no ar e na água.

### Ciclo bio-geoquímico
O cálcio é naturalmente encontrado em forma de fosfatos ou carbonatos nas rochas, e fica, quando dissolvido por ação das águas das chuvas, disponível aos seres vivos, fazendo parte dos esqueletos, conchas, carapaças, paredes celulares das células vegetais, cascas calcárias de ovos, além de atuar em alguns processos fisiológicos, tais como a contração muscular e a coagulação do sangue nos vertebrados. No entanto, com a morte desses seres vivos, o cálcio é devolvido ao ambiente.
Toneladas de calcário são utilizadas com frequência para a correção da acidez do solo, nomeadamente nos cerrados brasileiros, procedimento que, ao mesmo tempo, libera o cálcio para uso pela vegetação e pelos animais.
Estudos recentes têm demonstrado que a queima de combustíveis fósseis, tais como o carvão e o petróleo, vem contribuindo cada vez mais para aumentar a acidez dos oceanos. Esse processo liberta gás carbônico(CO2) na atmosfera, que, absorvido pela água, se transforma em ácido carbónico (H2CO3), alterando a dinâmica da hidrosfera.
A ação desse ácido afeta diretamente o esqueleto calcário de muitos organismos aquáticos. Como consequência, os seres vivos, componentes da biosfera, sofrem perturbações e o equilíbrio das cadeias tróficas é quebrado.

## Obtenção industrial e utilidades
O cálcio na forma pura e isolada pode ser obtido pela eletrólise ígnea do cloreto de cálcio (CaCl2) anidro (subproduto do processo Solvay) fundido:
- cátodo: Ca2+ + 2 e– → Ca
- anodo:  2Cl– → Cl2 (gás) + 2e–

Atualmente, ele é obtido pela fusão da cal com alumínio metálico.
Na indústria, o cálcio metálico é largamente utilizado para eliminar gases residuais em tubos de vácuo, entrando também como agente redutor na preparação de metais como tório, urânio, zircônio etc. É usado também como desoxigenador, dessulfurizador e descarbonizador de várias ligas metálicas; encontra usos como componente de ligas de alumínio, de berílio, de cobre, de chumbo, de magnésio, e outras. Os compostos de cálcio são usados na fabricação de uma enorme variedade de produtos que vai de tintas a fertilizantes.
Em processos industriais como na curtição de couros e no refino do petróleo, utiliza-se o óxido de cálcio (CaO), sendo este último preparado pela decomposição térmica do carbonato de cálcio (CaCO3). Uma vez hidratado, o CaO forma a cal hidratada, cuja suspensão em água é muito usada como uma tinta branca de baixo custo para pintar paredes e meio-fio de ruas.
O giz, um material mole feito de calcário finamente pulverizado, é nada mais do que carbonato de cálcio (CaCO3) de baixa dureza, que se formou como uma lama no fundo de um antigo oceano. O óxido de cálcio ou a cal (CaO) entra na composição de mais de 90% de todos os vidros comercializados, que têm a seguinte composição: cerca de 72% de sílica (da areia), 13% de óxido de sódio, Na2O, a partir do Na2CO3, cerca de 11% de CaO, a partir de calcário, e 4% de outros ingredientes. A maioria dos vidros planos, recipientes de vidro, lâmpadas e muitos outros objetos industriais e de arte ainda são feitos assim, com os mesmos materiais, há centenas de anos. Esse tipo de vidro é barato e bem resistente, podendo ser moldado e fundido facilmente.

## Isótopos
O cálcio tem seis isótopos estáveis, dos quais o Ca-40 é o mais abundante (97%). O Ca-40 e o Ar-40 são produtos da desintegração do K-40. O segundo é usado para a determinação da idade de rochas em geologia pela datação radiométrica; porém, a prevalência do isótopo Ca-40 na natureza tem impedido de fazer o mesmo com o cálcio.
Diferentemente de outros isótopos cosmogênicos produzidos na atmosfera terrestre, o Ca-41 se origina por ativação neutrônica do Ca-40, formando-se nas camadas mais superficiais do solo, onde o bombardeio de nêutrons é suficientemente intenso. Além disso, o Ca-41 tem recebido uma atenção dos cientistas porque se desintegra em K-41, um indicador crítico das anomalias do sistema solar.

## Nutrição
O cálcio é essencial para a transmissão nervosa, coagulação do sangue e contração muscular; atua também na respiração celular, além de garantir uma boa formação e manutenção de ossos e dentes. Por sua presença na formação óssea o cálcio é um dos elementos mais abundantes no corpo humano.

### Outras funções
Recentemente foi descoberto que o cálcio ajuda na produção dos líquidos linfáticos.[carece de fontes?]
Segundo estudo sueco do Instituto Karolinska, o consumo diário de cerca de 2 000 mg de cálcio reduz em 25% o risco de morrer de qualquer doença e 23% o de morrer em decorrência de problemas cardiovasculares.

### Deficiência
Por ser essencial para o funcionamento do organismo, quando existe deficiência de cálcio na corrente sanguínea (por má alimentação, questões hormonais ou outros motivos) o corpo tende a repor a deficiência retirando cálcio dos ossos. A deficiência de cálcio pode levar a osteopenia e osteoporose, na qual os ossos se deterioram e há um aumento no risco de fraturas, especialmente nos ossos mais porosos.
Sua deficiência também pode causar agitação, unhas quebradiças, propensão a cáries, depressão, hipertensão, insônia, irritabilidade, dormência no corpo e palpitações.

### Excesso
O excesso pode ocasionar as conhecidas "pedras" no rim, que são na verdade pequenos aglomerados de uma substância conhecida como oxalato de cálcio. Este tipo de formação é mais comum em decorrência da ingestão de cálcio de origem mineral (presente no solo e consequentemente na água de determinadas regiões) e também em alguns suplementos alimentares, já que este tipo de cálcio não é muito bem absorvido pelo organismo. Ingestão de água em quantidade suficiente ajuda evitar as pedras nos rins.
Consumir cálcio em excesso também pode ocasionar a redução de outros minerais, como magnésio.
O excesso também pode causar anorexia, dificuldade de memorização, depressão, irritabilidade e fraqueza muscular.

### Biodisponibilidade do Cálcio Dietético
O cálcio (Ca) dietético é fundamental para a saúde óssea. Tanto o teor como a biodisponibilidade do elemento nos alimentos devem ser considerados. Este artigo objetiva sumarizar os fatores envolvidos na absorção e destacar os alimentos com melhor disponibilidade do Ca. Este é absorvido principalmente no jejuno e o pH baixo parece favorecer sua absorção, que é maior no crescimento, na gestação/lactação e na carência de Ca ou fósforo (P), e menor no envelhecimento. As maiores fontes, e com melhor absorção, são os laticínios bovinos. Outros alimentos apresentam concentrações elevadas de Ca, mas com biodisponibilidade variável: os ricos em ácidos oxálico e fítico apresentariam uma menor absorção, enquanto os ricos em carboidratos teriam uma absorção maior. Por apresentarem uma biodisponibilidade do Ca mais próxima da do leite bovino, o leite de outros animais, o de soja enriquecido e alguns vegetais, em quantidades adequadas, poderiam ser usados como alternativas a este.

### Necessidade diária
A ingestão diária recomendada de cálcio varia com a idade:
| Idade        | Cálcio (mg/dia) |
| ------------ | --------------- |
| 0 a 6 meses  | 210             |
| 7 a 12 meses | 270             |
| 1 a 3 anos   | 500             |
| 4 a 8 anos   | 800             |
| 9 a 13 anos  | 1 300           |
| 14 a 18 anos | 1 300           |
| 19 a 50 anos | 1 000           |
| 51+ anos     | 1 200           |

Os principais alimentos fontes de cálcio são:
- 100 g de alga hijiki 1 400 mg de cálcio;
- 100 g de gergelim (tahine ou leite de gergelim[13]): 975 mg de cálcio;
- 100 g de semente de Chia: 616 mg de cálcio;
- 100 g Tofu (queijo de soja): 128 mg de cálcio;
- 100 g de salsa 203 mg de cálcio;
- 100 g de grão de bico 150 mg de cálcio;
- 100 g Leite de vaca: 118 mg de cálcio

- hortaliças da espécie Brassica oleracea (couves): como brócolis, couve-flor, couve, repolho;
- algas marinhas, amêndoas, feijões;
- verduras verde escuras (com exceção do espinafre, devido ao alto teor de ácido oxálico).

## Exercícios físicos
Exercícios físicos que envolvam impulsionamento de peso (ex.: halterofilismo, caminhada e basquetebol) contribuem para a fixação de cálcio nos ossos. Especialmente na adolescência (até os 22 anos), já na idade adulta os exercícios mantêm e podem aumentar a massa óssea em 1 ou 2%.

## Absorção
O cálcio é absorvido pelo intestino. Uma alimentação muito líquida ou muito rica em fibras pode acelerar a passagem do cálcio pelo intestino diminuindo a absorção.
O corpo absorve apenas cerca de 500 mg de cálcio por vez; portanto, a ingestão de cálcio deve ser distribuída ao longo do dia.
A vitamina D (que é um hormônio ativado pela exposição ao sol) é essencial para a absorção desse nutriente, sem o qual não há absorção adequada do cálcio.

## Interação com proteínas
Consumo excessivo de proteína estimula a eliminação de cálcio através da urina.

## Interação com outros nutrientes
- Para que possamos absorver o cálcio é necessário Vitamina D.
- O sódio se liga ao cálcio gerando um composto que não é absorvido pelo corpo. Pessoas com deficiência de cálcio devem evitar o consumo excessivo de sódio (encontrado no sal de cozinha e diversos alimentos industrializados).
- Estudos mostraram que a ingestão de 3 mg de boro por dia pode reduzir a excreção de cálcio em 44%.
- O ferro também se liga ao cálcio diminuindo a absorção.
- O gergelim é uma grande fonte de cálcio, apresenta oito vezes mais cálcio que o leite (ex.: tahine).
- Uma das funções do cálcio é diminuir a acidez causado pelo excesso de proteína no organismo, isto é, dietas com excesso de proteína inibe a absorção do cálcio e provoca osteoporose. Uma alimentação muito ácida, como refrigerantes, carnes, leites e derivados, deve ser evitada por pessoas com deficiência do mineral.
- O ácido oxálico, encontrado com maior predominância na mandioca, espinafre, cenoura e rabanete, se liga ao cálcio, portanto o consumo contínuo destes alimentos deve ser evitado em pessoas com deficiência de cálcio. Suplementos de cálcio ingeridos juntamente com alimentos ricos em ácido oxálico podem fazer com que o oxalato de cálcio se precipite.[17][18] O oxalato de cálcio precipitado é conhecido como pedras nos rins (cálculo renal). O ácido oxálico também é encontrado em menor quantidade na couve de folhas e de bruxelas, alho, feijão, batata-doce, brócolis e agrião, no entanto muitos destes últimos possuem quantidade significativas de cálcio. Deve-se observar também que a cenoura é uma das principais fontes vegetais de vitamina A, a abóbora poderia substitui-la em uma dieta.
- Ácido fítico - Interage negativamente com o Cálcio.
- Água - Beber água em quantidade suficiente para gerar 2 a 2,5 litros de urina diariamente ajuda a evitar que o cálcio consumido inadequadamente se precipite no sistema linfático.

## Outras interações
Medicamentos a base de Glicocorticóide, usados por exemplo no tratamento da asma, diminuem a absorção de cálcio.

## Suplementação
Pelo fato de o cálcio reagir de forma diferenciada com diversos minerais, deve-se tomar cuidado na sua suplementação, que deve ser acompanhada por um especialista.
O uso excessivo de cálcio origem mineral também pode ocasionar depósitos no organismo. É recomendado cautela na escolha dos diversos suplementos disponíveis no mercado. Além da filtração, que evita a entrada de partículas maiores no organismo, deve-se observar o processo de refino, que retira metais pesados eventualmente presentes no ambiente onde o cálcio foi extraído.